# Ад (фильм, 1911)
«Ад» (итал. L’inferno) — итальянский немой фильм режиссёров Франческо Бертолини (Francesco Bertolini), Адольфо Падована и Джузеппе де Лигуоро, снятый по мотивам «Божественной комедии» Данте Алигьери. Первый показ прошел 10 марта 1911 года в театре Мерканданте в Неаполе. Это был первый фильм, зарегистрированный в государственном реестре охраняемых произведений. «Ад» имел международный успех, он собрал более, чем 2 миллиона долларов в Соединенных Штатах, где его длина дала владельцам кинотеатров повод для повышения цен на билеты.

## Сюжет
В основе сюжета — первая часть «Божественной комедии» Данте. Это проход Данте в сопровождении Вергилия по всем кругам ада.
Данте осуществляет попытку взойти на холм Добродетели, но ему препятствуют пантера, лев и волчица, которые олицетворяют сладострастие, гордость и корыстолюбие. На помощь приходит поэт Вергилий, посланный возлюбленной Данте Беатриче. Вместе с ним он совершит путешествие по загробному миру. Они отправляются к вратам ада. Сначала Данте и Вергилий оказываются у реки Ахерон, через которую Харон перевозит души мёртвых. Поэт потрясён видом грешных душ, отправленных на вечные мучения. Данте не хочет идти дальше, но Вергилий успокаивает его.
По пути они сталкиваются с Гомером, Горацием, Овидием и Луканом. Вергилий объясняет им, зачем здесь Данте. На первом круге ада, который ещё называют лимбом, им встречаются те, кто умер ещё до пришествия Христа. Это всем известные античные герои, философы, поэты, учёные. Поэты предстают перед царём Миносом, который направляет души на необходимую ступень. Он позволяет путникам (Данте и Вергилию) идти дальше. Второй круг ада предназначен для сладострастников, среди которых — Клеопатра, Елена Троянская, Семирамида и Дидона. Также здесь Данте и Вергилий встречают Франческу да Римини и Паоло Малатеста, её любовника. Рассказ об их судьбе настолько глубоко впечатлил Данте, что он потерял сознание. Третий круг, где содержатся чревоугодники, охраняется трёхглавым Цербером. Герои проходят мимо, бросив в пасть стражника горсть земли. Здесь среди грешных душ, распластанных на земле, мучимых дождём, Данте узнаёт старого знакомого Чакко, с которым у него завязывается разговор по поводу остальных флорентийцев. Далее — на четвёртом круге — у героев возникает проблема со стражником Плутосом, который не хочет пропускать Данте, но в итоге не может причинить никакого вреда. Это место — для скупцов и расточителей.
На пятом круге мучаются гневливые. Флегий по просьбе Вергилия перевозит путников через Стигийское болото. В это время на Данте нападает флорентиец Филиппо Ардженти, но Вергилий отталкивает его. При попытке войти в город Дит поэты сталкиваются с очередным препятствием. Шестой круг, полный еретиков, преподносит Данте встречу с Фаринато дельи Уберти, который предсказывает поэту изгнание из города. На седьмом круге обитают насильники, на которых падает дождь пламени. Здесь и Капаней, царь Фив. Следующий круг, где мучаются обманщики, охраняет Герион. В лесу самоубийц Данте надламывает ветку одного из деревьев и видит, как оттуда течёт кровь. Тем временем Пьетро делла Винья рассказывает свою историю о том, как он впал в немилость императора Фридриха II, получил наказание, и, будучи не силах переносить муки в темнице, покончил с собой. Здесь же обитают сводники и обольстители, бичуемые бесами. Льстецы и распутники пытаются отмыться в реке нечистот. Это видят Данте и Вергилий. Затем они проходят мимо «симонистов» (тех, кто покупает или продает церковные должности), среди которых — папа Николай III. Следующая сцена — в реке закипают растратчики чужого имущества. Вергилий умиротворяет демонов, охраняющих их. Девятый круг — самый страшный. Здесь содержатся те, кто совершил самые ужасные преступления. Например, Данте видит Каифу, распятого на земле. Под конец путешествия Данте устал, он хочет отдохнуть, но Вергилий убеждает его идти дальше, надеясь на Божественную помощь. Далее они проходят мимо воров, оплетённых змеями. Данте думает выслушать обращающихся к нему поддельщиков, но Вергилий не рекомендует ему этого делать. Потом они видят огромный колодец, в котором находятся гиганты — Нимврод, Эфиальт и Антей. Последний из них по просьбе Вергилия опускает их на дно колодца. На самом низком уровне — предатели, вмёрзшие в ледяное озеро Коцит. Среди прочих Данте узнаёт Бокка дельи Абати, военного предателя, графа Уголино, архиепископа Руджери, предавшего семью Уголино, инока Альбериго. В центре всего этого — Люцифер, чьи три пасти терзают самых известных предателей — Брута, Кассию и Иуду. Конец пути — завершение всех кругов ада и выход к звёздам.

## В ролях
- Сальваторе Папа — Данте
- Артуро Пировано — Вергилий
- Пьер делле Винье — граф Уголино
- Джузеппе де Лигуоро[итал.] — Фаринато дельи Уберти
- Августо Милла — Люцифер
- Эмилисе Беретта
- Аттилио Мотта

## Восстановление
Фильм восстановлен в 2002 году с саундтреком Tangerine Dream. Затем в 2006 и 2011 годах проведены новые реставрации, и записан новый саундтрек Edison .